# Lavochkin La-5
Il Lavochkin La-5 (in caratteri cirillici Лавочкин Ла-5) fu un caccia monomotore ad ala bassa progettato dall'OKB 301 diretto da Semën Alekseevič Lavočkin e sviluppato in Unione Sovietica nei primi anni quaranta.
Inizialmente indicato come Lavochkin Gorbunov LaG-5, fu uno sviluppo migliorativo, essenzialmente basato sulla rimotorizzazione, del precedente LaGG-3. Venne impiegato principalmente dalla Voenno-vozdušnye sily (VVS), l'aeronautica militare dell'Unione Sovietica, nelle fasi finali della seconda guerra mondiale, divenendo uno dei caccia più utilizzati e rimanendo operativo fino ai primi anni cinquanta.

## Storia del progetto
Dopo che il LaGG-3, primo modello di caccia avviato alla produzione in serie disegnato dal proprio ufficio di progettazione (OKB), era entrato in servizio rivelando diverse carenze e risultando non adeguato alle esigenze di prima linea, pesante ai comandi (per quanto migliore dell'originario LaGG-1, effettivamente nemmeno entrato in produzione) e lento in salita, Lavochkin stava perdendo credibilità nei confronti di Stalin. Come raccontò anni più tardi il suo più stretto collaboratore Semën Mihajlovič Alekseev, i vertici del partito avevano deciso di favorire i progetti di Aleksandr Sergeevič Jakovlev che era riuscito con il suo OKB a fornire ai reparti da caccia della VVS l'efficiente Yakovlev Yak-7. La necessità di fronteggiare i velivoli della Luftwaffe con un adeguato numero di caccia consigliarono Stalin di aumentare la produzione avviando una nuova linea nello Stabilimento N. 21 di Nižnij Novgorod, fino ad allora utilizzato per costruire i LaGG-3 oltre che sede dell'OKB 301 diretto da Lavočkin, mettendo in discussione la futura esistenza dell'Ufficio di progettazione. Si rivelava necessario avviare lo sviluppo di un'evoluzione che prevedesse l'utilizzo di un'unità motrice di maggior potenza, tentativo già avviato all'inizio del 1941 con il nuovo motore M-107 che tuttavia non aveva avuto seguito, in ragione dei ritardi nello sviluppo della nuova unità ancora troppo acerba per la produzione in serie.
La soluzione alternativa consisteva nell'adottare un'altra unità motrice di maggior potenza, ma la disponibilità era da ricercarsi tramite un propulsore dalla diversa architettura (il motore radiale) come già sperimentato nel caso del MiG-3 e dello stesso Yak-7. Lavočkin tuttavia non era, almeno inizialmente, convinto che la soluzione al problema fosse adottare un motore di questo tipo, in quanto quelli allora disponibili mal si adattavano alle caratteristiche della fusoliera dei suoi modelli, avendo un diametro che eccedeva sensibilmente dagli ingombri massimi del motore V12 fino ad allora adottato; inoltre la sensibile differenza di peso tra le due unità avrebbe compromesso l'equilibrio generale del modello spostandone pericolosamente il centro di gravità.
Nel frattempo Mihail Ivanovič Gudkov, che aveva collaborato alla realizzazione dei LaGG-1 e LaGG-3, aveva realizzato di propria iniziativa il Gudkov Gu-82, soluzione che abbinava una cellula del LaGG-3 al nuovo radiale 14 cilindri doppia stella M-82 (in seguito ridesignato ASh-82). Portato in volo per la prima volta l'11 settembre 1941 fu in grado di esprimere promettenti risultati, tuttavia la produzione non venne mai avviata per una serie di problemi essenzialmente logistici, tra cui ritardi nelle autorizzazioni che (secondo alcuni studiosi dell'aviazione sovietica) erano da imputare anche a scelte politiche nella gerarchia militare. In quelle circostanze, secondo tali fonti, ci fu chi preferì ridare fiducia al gruppo di Lavočkin evitando che cadesse in disgrazia agli occhi di Stalin.
In ogni caso, nei primi mesi del 1942 il prototipo del nuovo LaGG-3 M-82 fu definitivamente assemblato e portato in volo, dimostrando di possedere prestazioni lungamente superiori rispetto al predecessore, superandolo tra l'altro in velocità massima di ben 40 km fino a risultare più veloce di qualsiasi velivolo fino ad allora in servizio con la V-VS, giustificando così l'avvio immediato alla produzione in serie e lasciando anche intravedere ulteriori margini di miglioramento; questa prima versione "essenziale", essendo poco più di una conversione dal LaGG-3, è identificata anche come LaGG-5 o, data la mancanza di Gudkov nel gruppo di progettazione, più correttamente LaG-5. La produzione venne decentralizzata negli stabilimenti localizzati a Mosca e nell'Oblast' di Jaroslavl'.
L'esito di queste prove indusse quindi il Comitato Statale per la Difesa a mantenere in produzione nello Stabilimento N.21 il nuovo velivolo di Lavochkin anziché convertirlo alla produzione dello Yak-7.
I primi riscontri dell'impiego operativo del LaG-5 rivelarono comunque la presenza di alcune criticità nel velivolo; per riuscire ad ottenere un ulteriore incremento delle prestazioni, soprattutto in termini velocistici e di maneggevolezza, furono condotte una serie di prove presso gli istituti TsAGI e TsIAM (in cirillico "Центральный институт авиационного моторостроения", "Istituto Centrale per lo Sviluppo dei Motori per l'Aviazione"): questi ricevettero quattro esemplari di serie del La-5 sui quali vennero successivamente apportate modifiche aerodinamiche (tra le quali la modifica alla parte superiore della fusoliera che permise di utilizzare una nuova cappottina a goccia, totalmente trasparente) che, unitamente all'utilizzo di una nuova versione del motore M-82F (la sigla F stava ad indicare "Форсированный", cioè "sovralimentato"), diedero vita alla versione La-5F. Altre fonti indicano che queste modifiche portarono il velivolo ad assumere per la prima volta la definitiva denominazione di La-5.
Il successivo sviluppo ebbe origine nella primavera del 1943 quando, accoppiando una cellula ulteriormente affinata dal punto di vista aerodinamico e modificata strutturalmente con l'impiego di diverse parti metalliche ad un motore M-82FN (dove la N stava per "непосредственный", ad indicare l'alimentazione ad iniezione diretta), vide la luce la versione La-5FN, che rimase in produzione oltre la fine della guerra, unitamente al più moderno La-7.
Alcuni sviluppi del La-5 non ebbero seguito in termini produttivi: venne sperimentato l'impiego di un motore M-82 dotato di turbocompressore Treskin TK-3, montato su tre cellule della versione La-5F; questa modifica, intesa a migliorare le prestazioni del propulsore alle quote più elevate evidenziò problemi dovuti all'incremento del peso che ne limitavano la resa. Sempre nel corso del 1943 venne lungamente sperimentata l'installazione sul La-5 del motore Shevtsov M-71 (che avrebbe dovuto sviluppare la potenza di 2 200 hp (rispetto ai 1 850 dell'M-82FN) ma l'insufficiente disponibilità di tali propulsori consigliò di non intraprendere modifiche alle linee di montaggio del La-5FN avviata di recente.
Al contrario delle precedenti trovò invece ampio utilizzo la versione da addestramento definita La-5UTI (dal cirillico "Учебно Тренировочный Истребитель", traslitterato "Učebno Trenirovočnyj Istrebitel'"). Dotata di un secondo posto di pilotaggio, destinato all'istruttore, montava armamento ridotto ad un solo cannone e mancava di alcune dotazioni di bordo (quali lo schienale corazzato, la radio e l'impianto per l'ossigeno) al fine di compensare l'incremento del peso subito.
Prodotto in oltre 10 000 unità, il La-5 valse al suo progettista il Premio Stalin.

## Tecnica
I dati sono tratti da "Aircraft Profile No.149", salvo dove diversamente indicato.

### Struttura
Il Lavochkin La-5 era un monoplano ad ala bassa, realizzato in legno, compensato e bachelite. Con la versione La-5FN la struttura subì una radicale revisione con l'introduzione di longheroni metallici nella fusoliera, che manteneva rivestimento ligneo.
L'abitacolo era disposto nella parte centrale della fusoliera ed era sovrastato, nella prima variante del velivolo (LaG-5), da un cupolino con intelaiature, ad apertura scorrevole verso il posteriore. A partire dalla versione La-5 il cupolino, pur mantenendo le intelaiature, si avvantaggiò di una sostanziale modifica nella zona posteriore all'abitacolo dove la fusoliera venne ribassata, al fine di consentire al pilota la visuale su 360°.
Le ali erano completamente di legno, con le sole superfici di controllo realizzate in metallo e rivestite in tela; in particolare oltre agli alettoni disposti nella zona esterna delle semiali, erano presenti ipersostentatori nel bordo d'entrata alare. Gli impennaggi erano di tipo classico, con gli equilibratori disposti alla base della deriva.
Il carrello d'atterraggio era di tipo triciclo posteriore, con elementi anteriori monoruota retraibili verso il centro della fusoliera; anche il ruotino d'appoggio posteriore era di tipo retrattile.

### Motore
Elemento caratterizzante della realizzazione di Lavochkin era il motore Shvetsov M-82: radiale a 14 cilindri, disposti su due "stelle" formate ciascuna da 7 cilindri, rappresentò anche uno degli elementi principali dell'evoluzione del velivolo, impiegato (con il passare del tempo) nella versione originale (con alimentazione a carburatori, da 1 590 CV al decollo) e nelle successive "F" (potenziata, capace di erogare la stessa potenza del precedente ma per un periodo di tempo più lungo grazie a migliorie nell'impianto di lubrificazione) ed "FN" (con iniezione meccanica, da 1 670 CV).
Dal punto di vista esteriore altri due elementi caratterizzarono i La-5 (così come i successivi La-7): le due paratie mobili disposte lungo i lati della fusoliera che consentivano di modulare lo smaltimento di calore da parte del propulsore ed il posizionamento della presa dinamica per il radiatore dell'olio che, variando a seconda della versione del motore, consentiva di individuare con un rapido colpo d'occhio, anche la versione del velivolo.
L'elica era di tipo tripala, metallica, a passo variabile comandato in volo dall'abitacolo.

### Armamento
L'armamento impiegato dal La-5 consisteva in due cannoni ShVAK calibro 20 mm; in alcuni casi viene indicata la possibilità di installare un terzo cannone. Secondo alcuni gli ultimi esemplari realizzati furono equipaggiati con armi calibro 23 mm (come successivamente sarebbe avvenuto per il La-7).
Tra i carichi offensivi per l'impiego in missioni d'attacco al suolo le diverse fonti reperite riportano la possibilità di trasportare bombe ma indicano valori fra loro diversi, indicati di volta in volta in 100 kg, 150 kg oppure 200 kg. Nella versione La-5NF apposite rastrelliere subalari consentivano di trasportare, in alternativa alle bombe, quattro razzi da 82 mm.

## Impiego operativo
Nelle diverse versioni il La-5 venne utilizzato prevalentemente dalla V-VS; l'unica forza armata straniera ad impiegare il monomotore di Lavochkin fu la neo-ricostituita aviazione cecoslovacca. Anche la Polonia valutò, nel 1944, la possibilità di introdurre il La-5 nei propri reparti e diversi piloti ricevettero l'opportuno addestramento da parte dei sovietici tra il luglio del 1944 ed il marzo del 1945. La decisione finale vide tuttavia l'aviazione polacca optare per l'impiego di aerei da caccia prodotti dalla Yakovlev.
Il La-5, per le proprie caratteristiche, era un velivolo da usare prevalentemente alle quote medio basse; in particolare al di sotto dei 4 500 m le prestazioni del La-5 risultavano generalmente migliori rispetto a quelle del Messerschmitt Bf 109 e del Focke-Wulf Fw 190A.

### Unione Sovietica
I primi esemplari di LaG-5 furono consegnati nella primavera del 1942 ai reparti impegnati sul fronte finlandese; si trattava di macchine destinate principalmente ad una prima valutazione operativa del modello. I piloti (che fino ad allora avevano utilizzato gli I-16, i MiG-3 ed i LaGG-3) non ebbero particolari difficoltà nell'abituarsi al nuovo velivolo mentre particolare apprezzamento venne da parte dei reparti che curavano la manutenzione dei velivoli: la maggior semplicità del motore raffreddato ad aria e la capacità del velivolo di assorbire i colpi degli avversari vennero considerati una qualità considerevole, al fine di mantenere costantemente operative le macchine nel rigido clima finlandese e su un fronte vasto e difficile da rifornire con pezzi di ricambio e materiali di consumo.
I successi ottenuti ai danni dei velivoli finlandesi (che schieravano i Fokker D.XXI, i Morane-Saulnier MS.406 ed i Brewster F2A Buffalo) fecero in modo che i LaG-5 (e più tardi i primi La-5 completamente nuovi) sostituissero tutti i restanti velivoli sovietici sul fronte settentrionale, eccezion fatta per gli Yakovlev Yak-1.
Il primo impiego su vasta scala del La-5 si ebbe nell'inverno del 1942 nel corso della battaglia di Stalingrado, seguiti dopo poco dai velivoli della serie La-5F. Questa versione migliorata fu consegnata ai reggimenti di prima linea nel febbraio 1943. Il La-5F era in grado di confrontarsi con il Bf 109G-2 ed il Fw 190A-4 alla pari e a bassissima quota era addirittura più veloce. Una delle unità di maggior successo equipaggiata con il La-5F fu il Reggimento delle Guardie 5 GIAP, che svolse 3 802 missioni di combattimento rivendicando 128 abbattimenti per la perdita di 52 caccia. Nell'estate 1943, in occasione della battaglia di Kursk, giunsero ai reparti gli aerei della versione La-5FN.
I compiti cui vennero destinati i La-5 furono diversi ed andarono dalla scorta dei bombardieri alle missioni di attacco al suolo nelle quali non di rado, armati di bombe e razzi a carica cava, i Lavochkin affiancarono gli Ilyushin Il-2 Šturmovik fornendo loro, in un secondo tempo, la copertura contro eventuali attacchi nemici.
Tra i piloti che vantano i maggiori successi con il La-5 vi furono vari assi dell'aviazione, tra cui Ivan Nikitovič Kožedub e Aleksandr Ivanovič Pokryškin, per tre volte insigniti del titolo di Eroe dell'Unione Sovietica, e Kirill Alekseevič Evstigneev che ottenne 52 abbattimenti ai comandi dei caccia di Lavochkin.

### Cecoslovacchia
La rinata aviazione cecoslovacca, che operava sotto il comando sovietico, ricevette i Lavochin La-5FN che furono assegnati alla 1ª Divisione Aerea Mista, formata in Unione Sovietica il 1º giugno 1944; di questo reparto facevano parte anche 20 piloti in precedenza membri degli Squadron cecoslovacchi della Royal Air Force (nº310, 312, 313), tra cui anche il colonnello František Fajtl.
La 1ª Divisione Aerea Mista poté fare "ritorno" a Praga il 15 maggio del 1945 e successivamente le unità equipaggiate con Lavochkin vennero schierate in Slovacchia.
Nel dopoguerra i velivoli vennero fermati a terra in quanto considerati soggetti a severo deterioramento in caso di prolungata permanenza al di fuori degli hangar; un'indagine delle autorità cecoslovacche fugò tuttavia ogni dubbio ed i Lavochkin furono nuovamente riportati in servizio operativo.

## Versioni

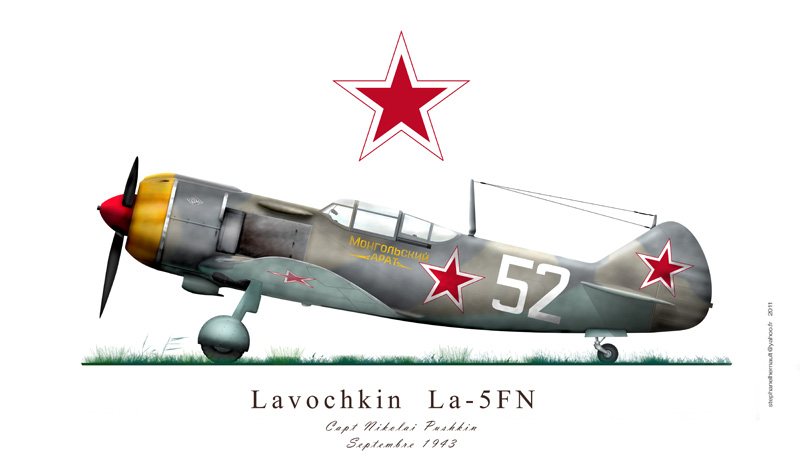
Rappresentazione del La-5FN del Capitano Nikolai Pushkin nella livrea risalente al settembre del 1943.

I dati sulle versioni sono tratti da "Soviet Combat Aircraft of the Second World War", tranne dove diversamente indicato.
- LaG-5: denominato anche La-5, costituisce la prima versione di serie, sostanzialmente un adattamento della struttura del precedente LaGG-3 al motore M-82;
- La-5F: (secondo altra fonte[19] sarebbe questa versione da intendere come La-5); motorizzata con una versione migliorata del motore M-82, introduceva modifiche alle ali ed alla fusoliera. Queste ultime consentivano al pilota di spaziare con la visuale a 360°;
  - La-5F TK-3: tre prototipi realizzati impiegando velivoli della precedente serie, sui quali venne installata una versione turbocompressa del motore M-82. Valutati per l'impiego ad alta quota, non portarono a produzione di serie in ragione dell'incremento del peso che annullava (di fatto) i vantaggi ottenuti dalla sovralimentazione del motore;
- La-5 M-71: si trattò di un singolo prototipo, equipaggiato con un motore Shvetsov M-71 (motore radiale a 18 cilindri, derivato dallo Shvetsov M-25, a sua volta versione prodotta su licenza dello statunitense Wright R-1820). Il velivolo, pur potenzialmente promettente, non ebbe seguito alcuno in ragione della scarsa disponibilità del propulsore e della riluttanza a procedere alla revisione delle linee di montaggio di recente organizzate per la produzione della versione La-5F.
- La-5FN: versione sostanzialmente rivista nella struttura che da interamente lignea diventava mista con l'introduzione di longheroni metallici nella fusoliera. Equipaggiata con la versione ad iniezione del motore M-82, traeva giovamento dal sensibile incremento della potenza esprimendo prestazioni ragguardevoli che ne fecero uno dei velivoli più temuti dal nemico[28].
  - S-95: fu la definizione assegnata dai reparti aerei cecoslovacchi ai La-5FN impiegati a partire dalle fasi finali della seconda guerra mondiale.
- La-5UTI: versione biposto, destinata all'addestramento. Privata del cannone di destra, del vetro blindato nel tettuccio, dello schienale corazzato, dell'apparato radio, dell'impianto dell'ossigeno, del sistema per i gas inerti nel serbatoio e delle rastrelliere per le bombe[12]. Venne prodotto in serie limitata poiché, nel ruolo di addestratore, gli fu preferito lo Yakovlev Yak-7V.

## Utilizzatori
Cecoslovacchia
- Československé Vojenské Letectvo

 Germania
- Luftwaffe (prede di guerra)

 Unione Sovietica
- Voenno-vozdušnye sily